# Exarrhenus egens
Exarrhenus egens là một loài bọ cánh cứng trong họ Cerambycidae.